# Bogue (Kansas)
Pour les articles homonymes, voir Bogue.
Bogue est une ville américaine située dans le comté de Graham, au Kansas. Selon le recensement de 2020, sa population est de 155 habitants.